# Olivia Rodrigo
Olivia Isabel Rodrigo (Murrieta, 20 de fevereiro de 2003) é uma cantora, compositora e atriz americana de origem filipina. Ela alcançou a fama pela primeira vez como atriz infantil nos programas de televisão da Disney Bizaardvark (2016–2019) e High School Musical: The Musical: The Series (2019–2022).
Após assinar com Geffen e Interscope Records em 2020, Rodrigo lançou seu single de estreia, "Drivers License", que quebrou vários recordes e se tornou uma das canções mais vendidas de 2021, impulsionando-a  para a fama mainstream. Ela seguiu com os singles "Deja Vu" e "Good 4 U", e lançou seu primeiro álbum de estúdio, Sour, em 2021, que obteve sucesso comercial e de crítica,  ganhando vários prêmios, incluindo três prêmios Grammy. Um documentário da Disney+, Olivia Rodrigo: Driving Home 2 U, foi lançado em 2022, narrando seu processo criativo com Sour.
Em 2023, Rodrigo lançou seu segundo álbum de estúdio, Guts, apoiado pelos singles "Vampire" e "Bad Idea Right?". Rodrigo alcançou três singles número um na Billboard Hot 100, dois álbuns número um na Billboard 200 e cinco certificações multiplatina pela Recording Industry Association of America (RIAA). Além de outros reconhecimentos, ganhou um American Music Award, sete Billboard Music Awards e três MTV Video Music Awards. Time nomeou-a Artista do Ano de 2021 e a Billboard nomeou-a Mulher do Ano em 2022.

## Vida e carreira

### 2003–2019: Juventude e atuação
Olivia Isabel Rodrigo nasceu em 20 de fevereiro de 2003, no Rancho Springs Medical Center em Murrieta, Califórnia, filha única da professora Jennifer e do terapeuta familiar Chris Rodrigo. Ela cresceu na cidade vizinha Temecula. Rodrigo nasceu meio surda do ouvido esquerdo. Rodrigo se identifica como uma filipino-americana; seu pai é descendente de filipinos enquanto sua mãe tem ascendência alemã e irlandesa. Ela afirmou que seu bisavô paterno emigrou das Filipinas quando era adolescente e sua família segue as tradições e a cozinha filipinas. Ela cresceu ouvindo as músicas favoritas de rock alternativo de seus pais, como as bandas No Doubt, Pearl Jam, The White Stripes e Green Day.
Rodrigo começou a ter aulas de atuação e canto no jardim de infância e aprendeu a tocar piano logo depois. Rodrigo estudou na Lisa J. Mails Elementary School em Murrieta, participando do programa de teatro musical pós-escola. Rodrigo tocava violão aos 12 anos, e começou a se interessar por compor depois de ouvir música country, especialmente a cantora e compositora Taylor Swift. Frequentou a Dorothy McElhinney Middle School em Murrieta por um ano, mas quando conseguiu seu papel em Bizaardvark mudou-se para Los Angeles e estudou em casa de 2016 até se formar em 2021.
Rodrigo apareceu pela primeira vez na tela em um comercial da Old Navy. Pouco depois, em 2015, aos doze anos, fez sua estreia como atriz interpretando o papel principal de Grace Thomas no filme direto para vídeo An American Girl: Grace Stirs Up Success. Em 2016, Rodrigo recebeu reconhecimento por estrelar como Paige Olvera, guitarrista da série Bizaardvark do Disney Channel, e desempenhou o papel por três temporadas.
Em fevereiro de 2019, ela foi escalada para o papel principal de Nini Salazar-Roberts na série da Disney+ High School Musical: The Musical: The Series, que estreou em novembro daquele ano. Rodrigo foi elogiada pela atuação, com Joel Keller do Decider descrevendo-a como "especialmente magnética". Em 2022, ela deixou o programa ao final da terceira temporada para focar na carreira musical.

### 2020–2022: Ascensão internacional eSour
Rodrigo assinou com a Geffen Records em 2020. Ela negociou o contrato de gravação para garantir para si a propriedade dos masters de sua música. Em 8 de janeiro de 2021, lançou seu single de estreia, "Drivers License", que co-escreveu com o produtor Dan Nigro. Na semana de seu lançamento, "Drivers License" foi aclamado pela crítica, e quebrou o recorde do Spotify de maior número de transmissões diárias de uma canção não-natalina, com mais de 15,7 milhões de transmissões globais em 11 de janeiro e mais de 17 milhões de transmissões globais no dia seguinte. Ela quebrou outro recorde do Spotify para a primeira canção da história a atingir 80 milhões de streams em 7 dias. A canção estreou em primeiro lugar na Billboard Hot 100, e alcançou o número um em vários outros países. Rodrigo afirmou em entrevista que "Foi a semana mais louca da minha vida... Minha vida inteira mudou em um instante."
Em 1º de abril de 2021, Rodrigo lançou seu single seguinte, "Deja Vu", que estreou na oitava posição na Billboard Hot 100, tornando-a a primeira artista a estrear seus dois primeiros lançamentos no top 10 do Hot 100. O terceiro single anterior ao seu álbum de estreia, "Good 4 U", foi lançado em 14 de maio de 2021 e se tornou seu segundo single a estrear em primeiro lugar no Hot 100. Sour, seu primeiro álbum de estúdio, foi lançado em 21 de maio de 2021, com aclamação da crítica. Chris Molanphy da Slate disse que seus três primeiros singles por si só estabeleceram o "status inicial de Rodrigo como a nova artista mais versátil da Gen-Z". De acordo com o crítico da Clash Robin Murray, Rodrigo é considerada uma das melhores artistas da Geração Z, enquanto Variety a apelidou de "a voz de sua geração" em sua reportagem de capa de Rodrigo. Sour estreou em primeiro lugar na parada Billboard 200 e passou um total de cinco semanas na posição, tornando-se o álbum número um com o reinado mais longo de uma artista feminina em 2021.

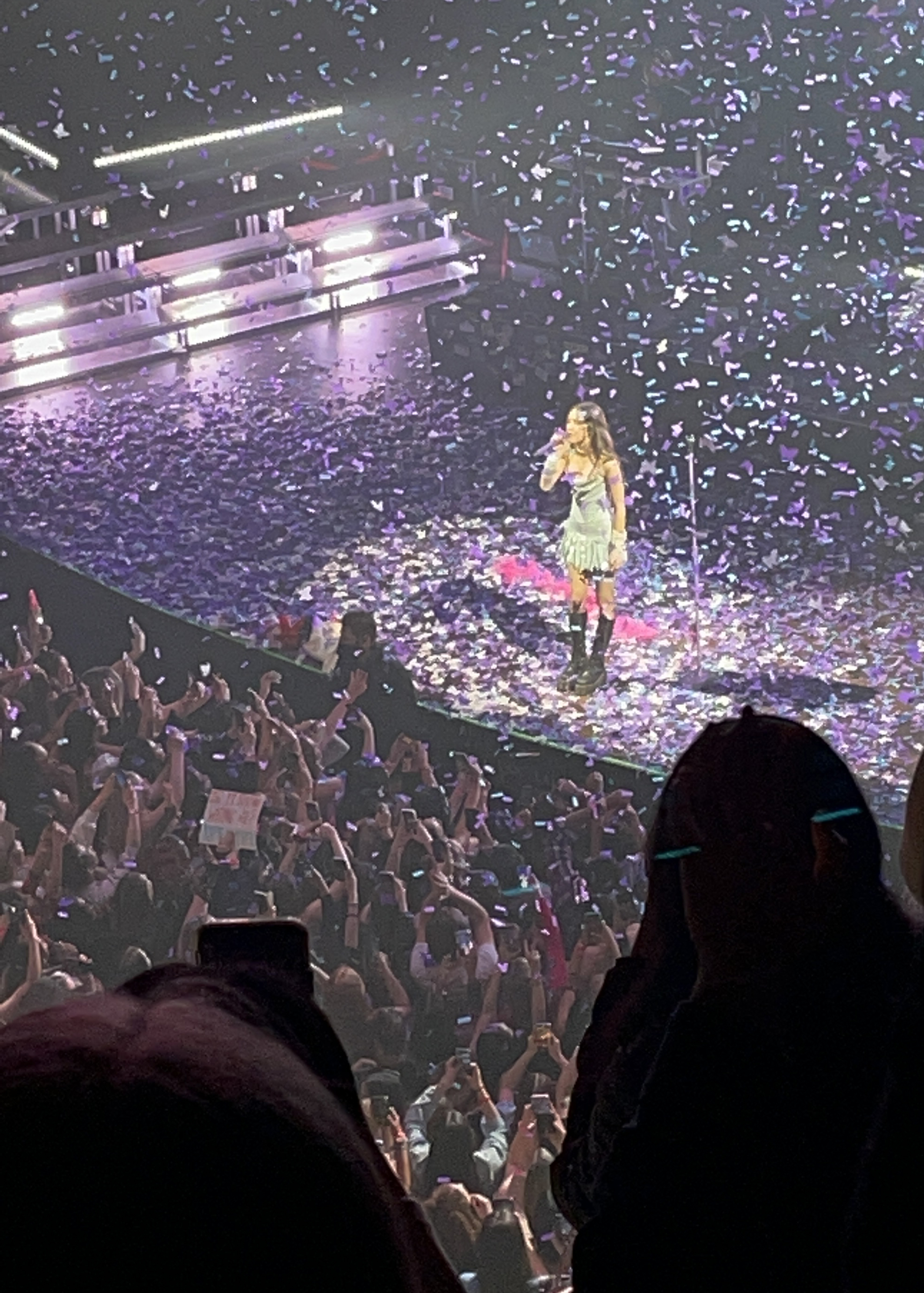
Rodrigo se apresentando no Massey Hall, em Toronto, durante sua Sour Tour.

Em junho de 2021, Rodrigo estreou Sour Prom, um filme-concerto com tema de baile de formatura no YouTube. Três dias depois, ela foi nomeada Artista do Ano pela Time. Em postagem no Instagram de 24 de dezembro de 2021, Rodrigo postou um trecho de uma canção de Natal chamada “The Bels”, que ela escreveu e gravou aos cinco anos. Segundo a Billboard, Rodrigo fechou 2021 como a artista de singles mais vendido no mundo, colocando oito músicas na parada Global 200 de fim de ano, incluindo "Drivers License" no número quatro, "Good 4 U" no número nove e "Deja Vu" no número 27. Nos EUA e no Reino Unido, Sour foi, respectivamente, o terceiro e quarto álbum mais vendido de 2021. Sour e "Drivers License" também foram, respectivamente, o álbum e a música mais transmitidos do Spotify em todo o mundo. A Federação Internacional da Indústria Fonográfica (IFPI) classificou Rodrigo como a décima artista mais vendida de 2021 e Sour como o segundo álbum mais vendido de 2021. Para apoiar o Sour, Rodrigo embarcou em sua turnê de estreia, a Sour Tour, que aconteceu de abril a julho de 2022; incluiu paradas nos Estados Unidos, Canadá e Europa.
O documentário da Disney+ de Rodrigo Olivia Rodrigo: Driving Home 2 U, que detalha a realização de Sour, foi lançado em 25 de março de 2022. Rodrigo recebeu sete indicações no 64º Grammy Awards, incluindo Artista Revelação, Álbum do Ano para Sour, e Gravação do Ano e Canção do Ano para "Drivers License". Ela ganhou os prêmios de Artista Revelação, Melhor Álbum Vocal de Pop por Sour e Melhor Performance Solo de Pop por "Drivers License ". Rodrigo em uma entrevista afirma que sua música favorita do albúm "Sour" é a música "Enough For You" na qual ela canta em cima de uma lua flutuante na turnê "Guts World Tour".

### 2023–presente:Guts
Rodrigo anunciou o título de seu segundo álbum, Guts, lançado em 8 de setembro de 2023; ela lançou o single principal, "Vampire", em 30 de junho. Rodrigo descreveu o álbum como sobre “dores de crescimento” e como descobrir quem ela é neste momento de sua vida. Ela sentiu que cresceu “10 anos” entre os 18 e os 20 anos, um processo que descreve como uma parte natural do “crescimento”, que espera reflectir com o disco. "Vampire" se tornou seu terceiro single a estrear no topo da Billboard Hot 100. O segundo single do álbum, "Bad Idea Right?", foi lançado em 11 de agosto de 2023. Alcançou o top 10 nos EUA e no Reino Unido. Em 16 de agosto, Rodrigo se tornou a artista mais jovem a receber o BRIT Billion Award por alcançar mais de um bilhão de streams digitais no Reino Unido. No dia 3 de novembro, Rodrigo lançou a canção "Can't Catch Me Now" para The Hunger Games: The Ballad of Songbirds and Snakes, porém não faz parte de "Guts".
No dia 13 de setembro, Rodrigo anunciou a turnê mundial de Guts, que começaria em fevereiro de 2024, em Palm Springs, na Califórnia, também passando por Canadá, Europa, Ásia, Austrália, México e Brasil, no último como um shows principais da edição 2025 do Lollapalooza. Artistas de abertura incluem The Breeders, Chappell Roan, PinkPantheress e Remi Wolf. As apresentações no Intuit Dome em Inglewood, perto da Los Angeles onde Rodrigo mora, foram registradas em um filme-concerto na Netflix. Rodrigo fez questão de tocar nas Filipinas de seus ancestrais, se apresentando na Philippine Arena, a maior arena indoor do mundo, vendendo todos os 55,000 assentos com ingressos a um preço menor de ₱1,500 (aproximadamente US$25). Rodrigo doou seu cachê para uma organização de saúde local.

## Características musicais

### Influências
Em 2021, Rodrigo nomeou Taylor Swift e Lorde como seus ídolos e principais inspirações musicais, e se autodenominou a maior fã de Swift "em todo o mundo". Rodrigo mais tarde passou a dar créditos de interpolação a Swift e Jack Antonoff em sua canção "1 Step Forward, 3 Steps Back" e creditou retroativamente Swift, Antonoff e Annie Clark em sua canção "Deja Vu". Em 2022, ela chamou o membro da banda The White Stripes Jack White de seu "herói de todos os heróis". Outras influências declaradas no álbum de estreia de Rodrigo incluem Alanis Morissette, Kacey Musgraves, Fiona Apple, St. Vincent, Cardi B, Gwen Stefani, Avril Lavigne e Lana Del Rey.
Quando se tratou de seu segundo álbum, Rodrigo aproveitou mais suas influências de punk e rock alternativo, como Babes in Toyland e Rage Against the Machine.

### Composição e voz
O tipo de voz de Rodrigo é identificado como soprano. Os meios de comunicação geralmente descrevem Rodrigo como uma artista pop, renderizando musicalmente para estilos pop rock, teen pop, e indie pop, além de canalizar o rock alternativo dos anos 90. Rodrigo afirmou que quer ser uma compositora e não "a maior estrela pop que já existiu", e escolheu assinar com a Interscope/Geffen Records porque seu CEO John Janick elogiou suas composições, não sua "qualidade potencial de estrela". A jornalista musical Laura Snapes chamou Rodrigo de "porta-bandeira" de uma nova onda de compositores que se inclinam para power ballads "que são tão emocionais como sempre, mas projetam essa emoção para dentro, trocando o bombástico pelo silêncio", e descreveu seu estilo musical como enraizado na dor de cabeça, na saúde mental e na tristeza, sem ser melodramático, expressando perspectivas mais realistas do que resilientes.

## Vida pessoal
Desde 2023, Rodrigo namora o ator Louis Partridge.

## Filantropia e outras atividades
Rodrigo e sua co-estrela de Bizaardvark Madison Hu se uniram ao Instagram #KindComments para encorajar seus fãs a espalhar gentileza e promover positividade nas redes sociais em outubro de 2017–2018.
Em 10 de abril de 2018, Rodrigo e Hu se juntaram a outros artistas para o 30º aniversário do My Friend's Place, uma organização sem fins lucrativos que ajuda jovens sem-teto a encontrar abrigo, comida, trabalho, educação e saúde. O evento foi organizado por Jack Black e arrecadou mais de US$740.000 para jovens sem-teto locais. Também em 2018, Rodrigo foi nomeada palestrante do instituto Geena Davis Institute on Gender in Media. Em dezembro daquele ano, ela se tornou o rosto da campanha "She Can STEM".
Em fevereiro de 2021, Rodrigo lançou sua mercadoria "Spicy Pisces T-shirts" em seu site e toda a arrecadação foi para a Plus1 beneficiando She's the First que patrocina bolsas de estudo e educação para meninas. Em junho de 2021, ela vendeu suas roupas, guarda-roupas e todos os itens de seus videoclipes no Depop e 100% de todos os lucros de 'Sour Shop' foram doados para uma organização de caridade. Rodrigo doou uma parte de sua vendas de ingressos platina da Sour Tour para Women for Women International que apoia mulheres sobreviventes da guerra, ajudando-as a reconstruir suas vidas após a devastação da guerra. Em dezembro de 2021, ela se juntou a Katy Perry, Kelly Clarkson, Billy Porter e mais em Musicians on Call no 2º Concerto Virtual Anual "Hope for the Holidays" para trazer a alegria do Natal por meio de apresentações edificantes e mensagens de esperança aos pacientes do hospital por meio de um concerto virtual.

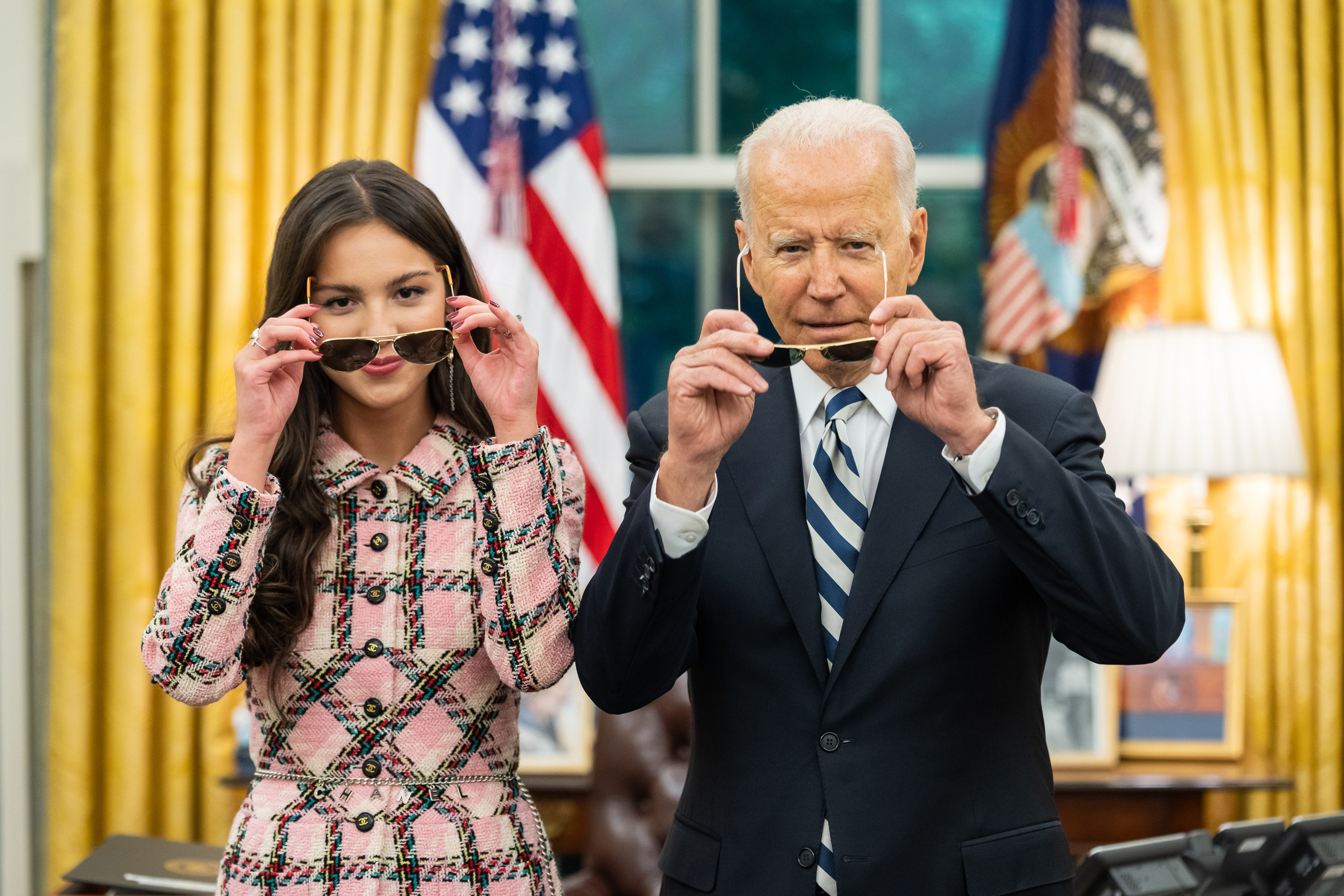
Rodrigo posando com o presidente dos EUA Joe Biden como parte de uma campanha que promove a vacinação COVID-19 para jovens

Em 13 de julho de 2021, Rodrigo esteve envolvida em um esforço da Casa Branca para promover a vacinação COVID-19 entre os jovens nos EUA. Ela se encontrou com o presidente Joe Biden, vice-presidente Kamala Harris e o Conselheiro Médico Chefe Anthony Fauci, para discutir seus esforços. A CNN noticiou que Rodrigo gravaria vídeos sobre a importância da vacinação dos jovens, inclusive tirando dúvidas dos jovens sobre a vacinação.
Em resposta à anulação de 2022 da decisão Roe v. Wade da Suprema Corte dos EUA, Rodrigo cantou "Fuck You" com a cantora britânica Lily Allen no Festival de Glastonbury. Ela prefaciou a apresentação dedicando-a aos juízes associados que votaram pela derrubada de Roe, dizendo: "Estou arrasada e apavorada. Tantas mulheres e tantas meninas vão morrer por causa disso. Eu queria dedicar esta próxima música aos cinco membros da Suprema Corte que nos mostraram que, no final das contas, eles realmente não dão a mínima para a liberdade. A música é para os juízes."
Rodrigo se tornou a primeira parceira celebridade da marca de beleza de consumo Glossier em abril de 2022.
Em 20 de novembro de 2022, Rodrigo se juntou a Billie Eilish, John Legend, Tom Holland e mais com os cofundadores Eddie Vedder e Jill Vedder para o Terceiro Evento Anual de Arrecadação de Fundos de Risco e ajudou a arrecadar mais de US$1,3 milhão naquele mês e US$6 milhões nos últimos 3 anos para encontrar uma cura para epidermólise bolhosa e outras doenças raras. Em dezembro de 2022, Rodrigo com Chris Stapleton, Selena Gomez e mais doaram itens exclusivos para a 2ª Fundação ASCAP anual que apoia programas de educação musical e desenvolvimento de talentos nos EUA. No mesmo mês, Rodrigo participou do concerto virtual anual daquele ano, 'Musicians on Call', com 30 artistas diferentes, que trouxe apresentações clássicas de férias e vídeos de mensagens de esperança para pacientes, familiares e profissionais de saúde em mais de 5.000 hospitais em todo o país.
Em janeiro de 2023, Rodrigo, ao lado de Taylor Swift, Harry Styles e J-Hope do BTS, doou itens para o leilão de caridade MusiCares Foundation para ajudar músicos lutando com suas contas médicas e outras necessidades financeiras.

## Discografia
- Sour (2021)
- Guts (2023)

## Filmografia

### Filmes
| Ano  | Título                                   | Papel        | Notas                   | Ref.            |
| ---- | ---------------------------------------- | ------------ | ----------------------- | --------------- |
| 2015 | An American Girl: Grace Stirs Up Success | Grace Thomas | Filme direto para vídeo | [ 131 ]         |
| 2021 | Sour Prom                                | Ela mesma    | Filme concerto          | [ 132 ]         |
| 2022 | Olivia Rodrigo: Driving Home 2 U         | Ela mesma    | Filme documentário      | [ 133 ]         |
| 2024 | Olivia Rodrigo: Guts World Tour          | Ela mesma    | Filme concerto          | [ 134 ] [ 135 ] |

### Televisão
| Ano        | Título                                                    | Papel                            | Notas                                                                                | Ref.                   |
| ---------- | --------------------------------------------------------- | -------------------------------- | ------------------------------------------------------------------------------------ | ---------------------- |
| 2016–2019  | Bizaardvark                                               | Paige Olvera                     | Papel principal                                                                      | [ 136 ]                |
| 2017       | New Girl                                                  | Terrinea                         | Episódio: "Young Adult"                                                              | [ 137 ]                |
| 2019–2022  | High School Musical: The Musical: The Series              | Nini Salazar-Roberts             | Papel principal (temporadas 1–2); recorrente (temporada 3)                           | [ 24 ] [ 138 ] [ 139 ] |
| 2019       | High School Musical: The Musical: The Series: The Special | Ela mesma / Nini Salazar-Roberts | Documentário especial                                                                |                        |
| 2020       | The Disney Family Singalong                               | Ela mesma                        | Especial de televisão                                                                |                        |
| 2020       | High School Musical: The Musical: The Holiday Special     | Ela mesma / Nini Salazar-Roberts | Especial de festas                                                                   |                        |
| 2021, 2023 | Saturday Night Live                                       | Ela mesma                        | Convidada musical em 2 episódios (apresentados por Keegan-Michael Key e Adam Driver) |                        |

## Turnês
- Sour Tour (2022)
- Guts World Tour (2024–2025)

## Prêmios e indicações
Por seu trabalho na música, Rodrigo recebeu vários prêmios, incluindo três Grammy Awards, sete Billboard Music Awards, quatro MTV Video Music Awards, quatro iHeartRadio Music Awards e dois People's Choice Awards; um American Music Award, um Brit Award e um Juno Award.
Rodrigo foi colocada na edição de 2021 da lista  100 Next da revista Time, e foi nomeada Artista do Ano pela Time em 2021. Billboard também a homenageou com o prêmio Mulher do Ano no evento Billboard Women in Music de 2022. Ela também recebeu honras de "Compositora do Ano" pela Variety em 2021, e no ASCAP Awards de 2022.